# Might & Magic Heroes VI
Might & Magic: Heroes VI – gra komputerowa z gatunku turowych gier strategicznych przeznaczona na platformę Microsoft Windows, szósta część serii Heroes of Might and Magic. Gra została zapowiedziana 17 sierpnia 2010 roku podczas targów gamescom, a jej premiera nastąpiła 13 października 2011 roku. Stworzona została przez studio Black Hole Entertainment i wydana przez Ubisoft. W kwietniu 2012 roku poinformowano, że od tej pory rozwojem gry zajmować się będzie studio Limbic Entertainment.
12 lipca 2012 roku został wydany pakiet przygód Pirates of the Savage Sea, a 27 września 2012 roku ukazał się kolejny pakiet zatytułowany Danse Macabre. 2 maja 2013 roku nastąpiła premiera samodzielnego dodatku zatytułowanego Might & Magic Heroes VI: Cienie mroku (ang. Might & Magic Heroes VI: Shades of Darkness), w którym dostępna jest nowa frakcja – Lochy – zawierająca mroczne elfy. Tego samego dnia ukazało się zbiorcze wydanie Complete Edition zawierające m.in. podstawową grę i wszystkie trzy wydane rozszerzenia.

## Frakcje
W grze występuje pięć frakcji: cztery występujące w poprzednich częściach, czyli Przystań, Inferno, Nekropolia i Twierdza, a także jedna nowa: Świątynia, zamieszkiwana przez frakcję nagów. Przez całą grę wspomina się także o dwóch innych frakcjach, Irollan i Siedmiogrodzie, jednak nie pojawiają się one w grze (jedynie podczas kampanii Nekropolii jedna misja toczy się w Siedmiogrodzie). Wspomina się też o tzw. Bezimiennych, występuje także trzech ich bohaterów: Bibliotekarz, Raelag i Katarzyna.

### Przystań
Przystań (a dokładniej Święte Cesarstwo) jest frakcją zamieszkaną głównie przez ludzi. Wzorowani są oni na Rzymie u schyłku starożytności. W Świętym Cesarstwie panuje władza federalna, państwo jest podzielone na kilkanaście księstw wzorowanych na realnych krajach (np. Księstwo Wilka wzorowane jest na Niemczech, Księstwo Byka na Włochach i Hiszpanii, a Księstwo Gryfa – na słowiańskiej Europie). Nadrzędną władzę sprawuje Imperator Liam, pod koniec gry pojawia się także nowa władczyni: Cesarzowa Gwendolyn. Wojska Świętego Cesarstwa skupiają się przede wszystkim na wzmacnianiu i leczeniu.

### Inferno
Są to piekielne, ogniste tereny świata Sheogh, zamieszkiwane przez liczne demony. Władane przez arcydemona Kha-Beletha stanowią dom dla wyklętych istot, a także dla upadłego smoczego boga Urgasha. Oprócz Kha-Beletha, władzę sprawuje sześciu piekielnych władców: Ur-Jubaala, Władca Szaleństwa, Ur-Vomoch, Władca Żarłoczności, Ur-Aazheel, Władczyni Rozpłodu, Ur-Traggala, Władca Bólu, Ur-Khrag, Władca Zniszczenia i Ur-Hekal, Władca Nienawiści. Demony charakteryzują się siłą ataku, podczas której nie baczą na straty swoich istot. Ponadto, każdy demon jest wrażliwy na magię światła. Czary leczące zadają im obrażenia. Jednak są oni częściowo odporni na magię ognia.

### Nekropolia
To frakcja nekromantów i nieumarłych. Ich główne siedliska są na półwyspie Heresh, który w tamtych czasach był jeszcze żyzną krainą z bogatą roślinnością. Początkowo nekromanci stanowili głównie sektę wśród magów, która jednak z czasem urosła w siłę. Przełomem stało się schwytanie Matki Namtaru, ucieleśnienia koszmarów Ashy. Wszystkie jednostki są nieumarłe, dzięki temu nie wpływa na nich morale, są odporni na działania umysłu, oślepienia czy trucizn a także mają częściową odporność na magię wody. Są jednak wrażliwi na światło. Czary leczące zadają im obrażenia.

### Twierdza
To frakcja orków. Choć w poprzedniej części gry zamieszkiwali pustkowia Raanaru, tu zamieszkują tropikalne wyspy Pao. Znajdują się one w sąsiedztwie wysp nagów, Hashimy, przez co obie rasy często stykają się ze sobą – zarówno w sprawach pokojowych jak i działaniach wojennych. Część rasy orków mieszkała też w Księstwie Gryfa, gdzie szczodrze byli traktowani przez władcę księstwa, Sławoja, czym ten naraził się dwóm możnym; władcy Księstwa Wilka, Gerhartowi, i imperatorowi Liamowi. Po śmierci Sławoja jednak, gdy władcą został jego syn, Anton, rozpoczęły się prześladowania orków przez samego księcia i świętej inkwizycji. Wyspy Pao władane są przez wielkiego watażkę orków, Żarłocza. Zostaje on jednak pokonany przez Sandora i wygnany. Dociera do Heresh, gdzie jednak zostaje zabity przez przyrodnią siostrę Sandora, Anastazję. Istoty orków – z wyjątkiem zwierzoludzi (czyli centaurów i harpii) – są połączeniem krwi ludzi i demonów. To oznacza, że czary leczące mają u nich specjalną właściwość – użyte przez wrogów ranią ich, a użyte przez sojuszników – leczą.

### Świątynia
To wodna frakcja nagów – pół ludzi, pół węży. Jednak ich armia składa się również z wodnych duchów i innych wodnych istot. Hashima, ich wyspa, słynie z tego, iż jest niezwykle pokojowa i pomaga potrzebującym szukającym u nich schronienia. Świątynia jednak słynie z pewnej bardzo dobrej, strategicznej właściwości. Ich bohaterowie mogą chodzić po wodzie bez konieczności posiadania okrętu. W skład ich armii muszą jednak wchodzić same istoty wodno-lądowe. Do nich zaliczają się wszyscy żołnierze frakcji Świątyni, żywiołaki wody oraz syreny. Nagowie i ich istoty są także odporne częściowo na wodę, ale wrażliwe na powietrze.

### Loch
To frakcja odłamu wśród elfów, tak zwanych mrocznych. Wojska to przede wszystkim istoty tajemnicze, żyjące w mrocznych jaskiniach, państwo znajduje się w podziemnej krainie Ygg-Chall. Po stronie mrocznych elfów są np. zniewolone przez nich minotaury, zabójcze mantykory, beholdery, wiedźmy, czarne smoki oraz śmiertelni wrogowie aniołów, starożytna rasa Bezimiennych. Taktyka opiera się przede wszystkim na potężnej ofensywie oraz niszczących zaklęciach. Rasa ukazała się w maju 2013 roku w samodzielnym dodatku Cienie mroku.

## Nowości[15]
- Przebieg kampanii jest podobny do tego z HoMM 3. Pierwsza kampania to prolog, następne pięć są rozgrywane w dowolnej kolejności z perspektywy każdej frakcji, po ich przejściu odblokowana zostaje misja epilogowa.
- Zredukowano ilość surowców do czterech: złoto, drewno, ruda, kryształy.
- Liczba jednostek nie zmieniła się (zostało siedem), ale zostały podzielone na trzy klasy: jednostki podstawowe i elitarne, których jest po trzy w każdej frakcji oraz jeden czempion. Każda jednostka ma jedno ulepszenie.
- Podobnie jak w HoMM IV bohaterowie mają klasy zaawansowane.
- Bohaterowie mogą się uczyć umiejętności i czarów z drzewka talentów.
- Mapa przygód jest trójwymiarowa, jednak kąt widoku kamery jest stały, co ma poprawić widoczność elementów mapy.
- Podobnie jak w HoMM V rozbudowa miasta jest widoczna także na mapie przygód. Ekrany miast są dwuwymiarowe.
- Każde miasto, siedlisko stworzeń bądź inny budynek związany z daną frakcją można przemienić w obiekt innej frakcji.
- W miastach można wznieść dwie z czterech unikatowych budowli danej frakcji.

## Edycje
Ubisoft w Polsce wydał grę także w edycji kolekcjonerskiej. Oprócz samej gry i ekskluzywnego pudełka zestaw zawiera liczący 164 strony artbook, dodatkową mapę Heart of Nightmares, czterech ekskluzywnych herosów (Kraal, Sveltana, Yume oraz Aguirre), dwa wirtualne przedmioty (Staff of Cleansing i Staff of Asha), miesięczną subskrypcję w przeglądarkowej grze Heroes Kingdoms, koszulkę, ścieżkę dźwiękową, plakat Heroes VI oraz metalowy pierścień.